# Silic tetrachloride
Silic tetrachloride (công thức hóa học: SiCl4), hay còn được gọi là silic chloride, silic(IV) chloride, hay tetrachlorsilan, nó là một chất lỏng không màu dễ bay hơi trong không khí. Được sử dụng để sản xuất silicon và silica có độ tinh khiết cao cho mục đích ứng dụng thương mại.

## Điều chế
Silic chloride được điều chế bởi sự khử các hợp chất silic như ferôsilicon, cacbonrunđum, các hỗn dược của dioxide và cacbon silic bằng khí chlor. Trong đó, khử ferôsilicon là cách điều chế phổ biến nhất.
Trong phòng thí nghiệm, SiCl4 có thể được điều chế bằng cách xử lý silic với chlor:
Si + 2 Cl2 → SiCl4
Nó được Jöns Jakob Berzelius điều chế lần đầu tiên vào năm 1823.
Nước muối cô đặc có thể bị pha nhiễm với silica khi chlor chỉ là một sản phẩm phụ của quá trình tinh chế kim loại từ quặng chloride kim khí. Trong một số trường hợp hiếm, lượng silic dioxide trong silica biến chuyển thành silic chloride khi nước muối pha nhiễm bị điện phân.

## Phản ứng

### Thủy phân và những phản ứng liên quan
Giống như những hợp chất chứa chlor khác, silic chloride phản ứng dễ dàng với nước:
SiCl4 + 2 H2O → SiO2 + 4 HCl
Ngược lại, cacbon chloride (CCl4) lại không dễ dàng thủy phân. Tốc độ thủy phân khác nhau được cho là do bán kính nguyên tử lớn hơn của nguyên tử silicon cho phép tấn công silic, và với tính chất cực của các liên kết Si-Cl ưa thích tấn công nucleophilic. Phản ứng có thể nhận thấy khi tiếp xúc với chất lỏng vào không khí. Với methanol và etanol nó phản ứng để tạo tetramethyl orthosilicate và tetraethyl orthosilicate:
SiCl4 + 4 ROH → Si(OR)4 + 4 HCl

### Polysilicon chloride
Ở nhiệt độ cao hơn, các đồng đẳng của silic chloride có thể phản ứng bởi điều chế:
Si + 2 SiCl4 → Si3Cl8
Trong thực tế, sự khử silicon bằng khí chlor đi kèm với sự hình thành Si2Cl6. Một loạt các hợp chất có chứa tối đa sáu nguyên tử silic trong chuỗi có thể được tách ra khỏi hỗn hợp bằng cách chưng cất từng phần.

### Phản ứng với các nucleophile khác
Silic chloride là một chất ưa điện (electrophile) cổ điển trong phản ứng của nó. Nó tạo thành một loạt hợp chất organosilicon khi xử lý thuốc thử Grignard với các hợp chất organolithium:
4 RLi + SiCl4 → R4Si + 4 LiCl
Khử với các chất phản ứng hydride cho ra silan (SiH4).

## Sử dụng
Silic chloride được sử dụng làm chất trung gian trong sản xuất polysilicon, một dạng silic siêu tinh khiết
, vì có độ sôi để lọc bằng cách chưng cất từng phần. Được khử thành trichlorsilan (HSiCl3) bằng khí hydro trong một lò phản ứng hydro hóa.
Những polysilicon được sản xuất từ silic chloride được sử dụng như các tấm wafer với khối lượng lớn bởi ngành công nghiệp điện mặt trời, các pin mặt trời thông thường được làm bằng silic tinh thể và cũng bởi ngành công nghiệp bán dẫn.
Silic chloride cũng được thủy phân thành silica dạng khói. Silic chloride có độ tinh khiết cao được sử dụng trong sản xuất sợi quang học. 

## Vấn đề an toàn và môi trường
Ô nhiễm do sản xuất silic chloride để phục vụ cho nhu cầu gia tăng việc sản xuất pin năng lượng mặt trời được báo cáo ở Trung Quốc.